# Леонардо Бертоне
Леонардо Бертоне (італ. Leonardo Bertone, нар. 14 березня 1994, Волен-Берн) — швейцарський футболіст, півзахисник клубу «Васланд-Беверен».

## Клубна кар'єра
Вихованець клубу «Янг Бойз», в акакдемії якого перебував з 2004 року. 23 травня 2012 року у матчі проти «Базеля» дебютував у чемпіонаті Швейцарії. А 8 лютого 2014 року в матчі проти «Базеля» забив перший гол за «Янг Бойз». 
У своїх перших трьох сезонах за «бджіл» грав не регулярно, в основному виходячи на заміни в кінці матчу. Але вже з сезону 2014/15 став частіше виходити в стартовому складі і 7 серпня 2014 року в матчі третього кваліфікаційного раунду Ліги Європи проти кіпрського «Ерміса» дебютував у єврокубках. У тому ж сезоні Флоран допоміг команді стати срібними призерами національного чемпіонату.

## Виступи за збірні
2012 року дебютував у складі юнацької збірної Швейцарії, взяв участь у 9 іграх на юнацькому рівні.
З 2013 року залучався до складу молодіжної збірної Швейцарії. На молодіжному рівні зіграв у 13 офіційних матчах, забив 2 голи.

## Титули і досягнення
- Чемпіон Швейцарії (1):

«Янг Бойз»: 2017-18